# Državno akademsko dramsko kazalište "Kote Mardžanišvili"
Državno akademsko dramsko kazalište Kote Mardžanišvili (gruz. კოტე მარჯანიშვილის სახელობის სახელმწიფო აკადემიური დრამატული თეატრი), ili kraće Kazalište Madržinašvili, je državno gruzijsko kazalište u Tbilisiju. Jedno je od najstarijih i najznačajnijih kazališta u zemlji, po važnosti vjerojatno drugo, odmah nakon nacionalnog kazališta Rustaveli. Nosi ime po osnivaču, Koti Mardžanišviliju.
Prvobitno osnovano 1928. u Kutaisiju, kazalište je preseljeno u Tbilisi 1930. godine, u zgradu u kojoj se nalazi i danas. Secesijsko zdanje kazališta temeljito je obnovljeno i ponovno otvoreno 2006. premijerom Opere za tri groša Bertolta Brechta.
Kazalište je 1958. godine odlikovano Redom crvene radničke zastave, a 1966. godine dobilo je akademski status.